# Никитин, Александр Алексеевич (Герой Социалистического Труда)
Александр Алексеевич Никитин (7 февраля 1927 — 24 мая 2006) — передовик советского машиностроения, токарь Воронежского механического завода Министерства общего машиностроения СССР, Герой Социалистического Труда (1971).

## Биография
Родился в 1927 году в городе Воронеже в рабочей семье. В 1942 году в городе Бердске завершил обучение в техническом училище, получил профессию токаря. Работать стал в 1943 году на заводе №296 имени Дзержинского, который был эвакуирован из Харькова. На предприятии был налажен выпуск топливных насосов для авиации. В ОКБ было разработано и внедрено более 50 видов различных агрегатов.
В 1946 году завод в Бердске стал выпускать радиооборудование, а ОКБ и часть работников были переведены на завод №265 Министерства авиационной промышленности СССР в Воронеж. Александр Алексеевич также стал работать на Воронежском заводе. Работал над изготовлением деталей для жидкостных реактивных двигателей космической промышленности. Имел личное клеймо, был отличным наставником и рационализатором.   
Указом Президиума Верховного Совета СССР от 26 апреля 1971 года (закрытым) за достижение высоких показателей в производстве и успехи в промышленности Александру Алексеевичу Никитину присвоено звание Героя Социалистического Труда с вручением ордена Ленина и медали «Серп и Молот».
Трудился на заводе до выхода на заслуженный отдых в 1987 году.
Проживал в городе Воронеже. Умер 24 мая 2006 года.

## Награды
За трудовые успехи был удостоен:
- золотая звезда «Серп и Молот» (26.04.1971)
- орден Ленина (26.04.1971)
- Медаль "За трудовую доблесть" (17.06.1961)
- другие медали.